# Alice Deejay
Az Alice Deejay 1999-ben alakult amszterdami dance csapat.

## Tagjai
- DJ Jürgen (Producer)
- Judith Anna Pronk (Énekesnő, DJ)
- Mila Levesque (Táncos, DJ)
- Angelique Versnel (Táncos)
- Born Dennis van den Driesschen (Dalszerző, Producer)
- Wessel van Diepen (Dalszerző, Producer)
- Ilona van Gelder
- Emily Stuart

## Történet
A lányok egy amszterdami klubban találkoztak először ahol Judith DJ volt. Ezután határozták el, hogy létrehozzák az Alice Deejay-t.
Sokan úgy hiszik hogy az 1999-ben alakult együttes egy személyes, pedig a valóságban hárman alkották.
Első maxijuk a "Better Of Alone" volt, ami hatalmas siker lett. Ezt követte a "Back in my Life", majd 2000-ben a "Will I Ever". Közben megjelent az első album is, "Who Needs Guitars Anyway?" címmel. Még ebben az évben kiadták a "The Lonely One"-t. Az Alice Deejay utolsó kiadott dala a "Celebrate Our Love" volt.
2001-ben Mila Levesque kilépett a csapatból. 2002-ben, sikereik csúcsán hivatalosan is feloszlott az Alice Deejay.
2014-ben visszatért az Alice DJ egy teljesen új felállásban. Judith helyét DJ Ilona vette át.
2018-ban ismét változás történt énekesnő fronton Emily Stuart veszi át Ilona helyét.

## Albumok
| Album                     | Megjelenés                                                                      | Helyezés | Helyezés | Helyezés | Helyezés | Helyezés | Helyezés | Helyezés | Helyezés | Helyezés | Helyezés | Album helyezése |
| Album                     | Megjelenés                                                                      | NLD      | FIN      | FRA      | GER      | IRL      | NOR      | SWE      | SWI      | UK       | US       | Album helyezése |
| ------------------------- | ------------------------------------------------------------------------------- | -------- | -------- | -------- | -------- | -------- | -------- | -------- | -------- | -------- | -------- | --------------- |
| Who Needs Guitars Anyway? | - Released: 28 March 2000 - Label: Republic - Formats: CD, LP, digital download | 27       | 7        | 45       | 28       | 8        | 14       | 24       | 12       | 8        | 76       | - BPI: Gold     |

### Dalok
| Dal                  | Megjelenés | Helyezés | Helyezés | Helyezés | Helyezés | Helyezés | Helyezés | Helyezés | Helyezés | Helyezés | Helyezés | Album helyezése                                              | Album                     |
| Dal                  | Megjelenés | NLD      | AUS      | FRA      | GER      | IRL      | NOR      | SWE      | SWI      | UK       | US       | Album helyezése                                              | Album                     |
| -------------------- | ---------- | -------- | -------- | -------- | -------- | -------- | -------- | -------- | -------- | -------- | -------- | ------------------------------------------------------------ | ------------------------- |
| "Better Off Alone"   | 1999       | 9        | 4        | 6        | 32       | 3        | 3        | 5        | 28       | 2        | 27       | - ARIA: Gold - BPI: Platinum - IFPI SWE: Gold - SNEP: Gold   | Who Needs Guitars Anyway? |
| "Back in My Life"    | 1999       | 4        | 19       | 11       | 17       | 5        | 1        | 4        | 19       | 4        | —        | - BPI: Gold - IFPI NOR: Gold - IFPI SWE: Gold - SNEP: Silver | Who Needs Guitars Anyway? |
| "Will I Ever"        | 2000       | 8        | —        | 37       | 33       | 8        | 16       | 10       | 25       | 7        | —        |                                                              | Who Needs Guitars Anyway? |
| "The Lonely One"     | 2000       | 19       | —        | 60       | 59       | 32       | —        | 24       | 72       | 16       | —        |                                                              | Who Needs Guitars Anyway? |
| "Celebrate Our Love" | 2001       | 25       | —        | 71       | 71       | 44       | —        | 33       | 85       | 17       | —        |                                                              | Who Needs Guitars Anyway? |
|                      |            |          |          |          |          |          |          |          |          |          |          |                                                              |                           |